# サン・エボ
サン・エボは、RADiO BERRYで日曜の午後10時に放送されていたラジオ番組である。なお、番組タイトルの「サン・エボ」はSunday night Sound Revolutionからとられたとの事である。

番組では、リリース前の曲を4曲の中から投票し、一番得票の多かった1曲をフルでオンエアする「Bran'New Disk」のコーナーなどがある。

## 放送時間
- 毎週日曜 22:00～22:55

## パーソナリティ

### 2006年4月～2007年3月
- 高橋ちえ

### 2007年4月～2008年3月
- 井出文恵